# O Pêndulo de Euclides
O Pêndulo de Euclides é um livro da autoria de Aleilton Fonseca, da categoria de romance, publicado em 2009, através da editora Bertrand Brasil. Este livro foi premiado com a Medalha Euclides da Cunha pela Academia Brasileira de Letras, como um dos destaques de livros e conferências sobre Os Sertões, com repercussão na imprensa e nos meios literários. O livro tem como homenagem o centenário da morte de Euclides da Cunha.